# Argyreia mastersii
Argyreia mastersii är en vindeväxtart som först beskrevs av David Prain, och fick sitt nu gällande namn av Mukat Behari Raizada. Argyreia mastersii ingår i släktet Argyreia och familjen vindeväxter. Inga underarter finns listade i Catalogue of Life.